# Església de Sant Francesc de l'Alcora
L'Església de Sant Francesc de l'Alcora, a la comarca de l'Alcalatén, és un monument declarat Bé de Rellevància Local, amb codi d'identificació 12.04.005-007, segons la Disposició Addicional Cinquena de la Llei 5/2007, de 9 de febrer, de la Generalitat Valenciana, de modificació de la Llei 4/1998, d'11 de juny, del Patrimoni Cultural Valencià (DOCV Núm. 5.449 / 13/02/2007).
La seua fundació la van dur a terme frares franciscans al segle xvii, al mateix temps que s'edificava el convent de Franciscans Alcantarinos fundat el 4 de juny de 1632, del que ja no queden restes en l'actualitat.
Presenta planta de nau única, amb dos altars laterals i cor alt als peus.En el seu interior es pot observar decoració en yesería (datada en 1648) i pintures datades en 1734, com la que s'aprecia en les capelles de l'Evangeli i de l'Epístola. També cal assenyalar la presència d'un arc presbiteral decorat amb pintures, o la pila per a l'aigua beneïda datada al segle xviii.
En 1977 es va procedir al seu tancament al culte públic, duent-se a terme una restauració que va permetre tornar a obrir-la a l'octubre de 1995. Pertany a la Diòcesi de Sogorb-Castelló, dins del XIV Arxiprestat, Sant Vicent Ferrer (Llucena).